# New Day
"New Day" é uma canção do rapper norte-americano 50 Cent, gravada para o seu quinto álbum de estúdio Street King Immortal. Conta com a participação de Dr. Dre e da cantora Alicia Keys, com a escrita e produção de Dr. Dre Swizz Beatz, com auxílio na composição por Curtis Jackson, Keys, Ryan D. Montgomery, Marshell Mathers, T. Lawrence Jr, Andrew Brissett, Amber Streeter. O seu lançamento ocorreu a 30 de Julho de 2012 na iTunes Store, como single de avanço do disco. 

## Desempenho nas tabelas musicais

### Posições
| Tabela musical (2012)                        | Melhor posição |
| -------------------------------------------- | -------------- |
| Alemanha - Media Control AG                  | 60             |
| Austrália - ARIA Charts                      | 44             |
| Canadá - Canadian Hot 100                    | 43             |
| Estados Unidos - Billboard Hot 100           | 79             |
| Estados Unidos - Billboard R&B/Hip-Hop Songs | 43             |
| Estados Unidos - Billboard Rap Songs         | 18             |
| França - SNEP                                | 109            |
| Japão - Japan Hot 100                        | 52             |

## Histórico de lançamento
| País           | Data                | Formato          | Editora discográfica         |
| -------------- | ------------------- | ---------------- | ---------------------------- |
| Canadá         | 30 de Julho de 2012 | Descarga digital | Shady, Aftermath, Interscope |
| Estados Unidos | 30 de Julho de 2012 | Descarga digital | Shady, Aftermath, Interscope |
| Austrália      | 1 de Agosto de 2012 | Descarga digital | Shady, Aftermath, Interscope |
| Brasil         | 1 de Agosto de 2012 | Descarga digital | Shady, Aftermath, Interscope |
| França         | 1 de Agosto de 2012 | Descarga digital | Shady, Aftermath, Interscope |
| Portugal       | 1 de Agosto de 2012 | Descarga digital | Shady, Aftermath, Interscope |

## Versão de Alicia Keys
"New Day" é uma canção da artista americana Alicia Keys de seu quinto álbum de estúdio, Girl on Fire, lançada como terceiro single do álbum foi enviada às estações de rádio francesas em 21 de fevereiro de 2013 e para as rádios do Reino Unido em 24 de Julho de 2013.

## Composição
A música mostra uma mudança musical dos singles anteriores da cantora, com mais som otimista liderado por bateria e percussão, em oposição ao seu som clássico de R&B. Foi escrita por Keys, Kasseem Dean, Trevor Lawrence Jr, Amber Streeter, Trevor Lawrence Jr, Andre Young, Andre Brissett, Amber Streeter e produzida por Dr. Dre e Swizz Beatz.

## Videoclipe
O vídeo oficial estreou em sua conta oficial do Youtube/VEVO, em 1º de maio de 2013 e foi dirigido pelo diretor e fotógrafo de moda Indrani Pal-Chaudhuri.. Seu lyric video foi produzido por  The Uprising Creative e dirigido por Laban Pheidias.

## Desempenho nas tabelas musicais

### Posições
| Tabela musical (2012)                                  | Melhor posição |
| ------------------------------------------------------ | -------------- |
| Bélgica (Airplay Chart top 50 de Flandres)             | 14             |
| Bélgica (Airplay Chart top 40 da Valônia)              | 3              |
| Coreia do Sul (Gaon Music Chart)                       | 47             |
| Estados Unidos (Top R&B/Hip-Hop Songs)                 | 73             |
| França (Syndicat National de l'Édition Phonographique) | 106            |
| Japão (Japan Hot 100 (BillBoard))                      | 73             |

## Histórico de lançamento
| País        | Data                    | Formato      |
| ----------- | ----------------------- | ------------ |
| França      | 21 de Fevereiro de 2013 | Top 40 radio |
| Reino Unido | 24 de Julho de 2013     | Top 40 radio |